# 亞布盧尼夫卡 (特諾皮爾州)
49°13′34″N 25°3′51″E / 49.22611°N 25.06417°E
亞布盧尼夫卡（烏克蘭語：Яблунівка），是烏克蘭的村落，位於該國西部捷爾諾波爾州，由捷尔诺波尔区負責管轄，始建於1450年，面積7平方公里，海拔高度302米，2001年人口465，人口密度每平方公里66.4人。